# Cuneus (entomologie)
Pour un article plus général, voir Heteroptera.

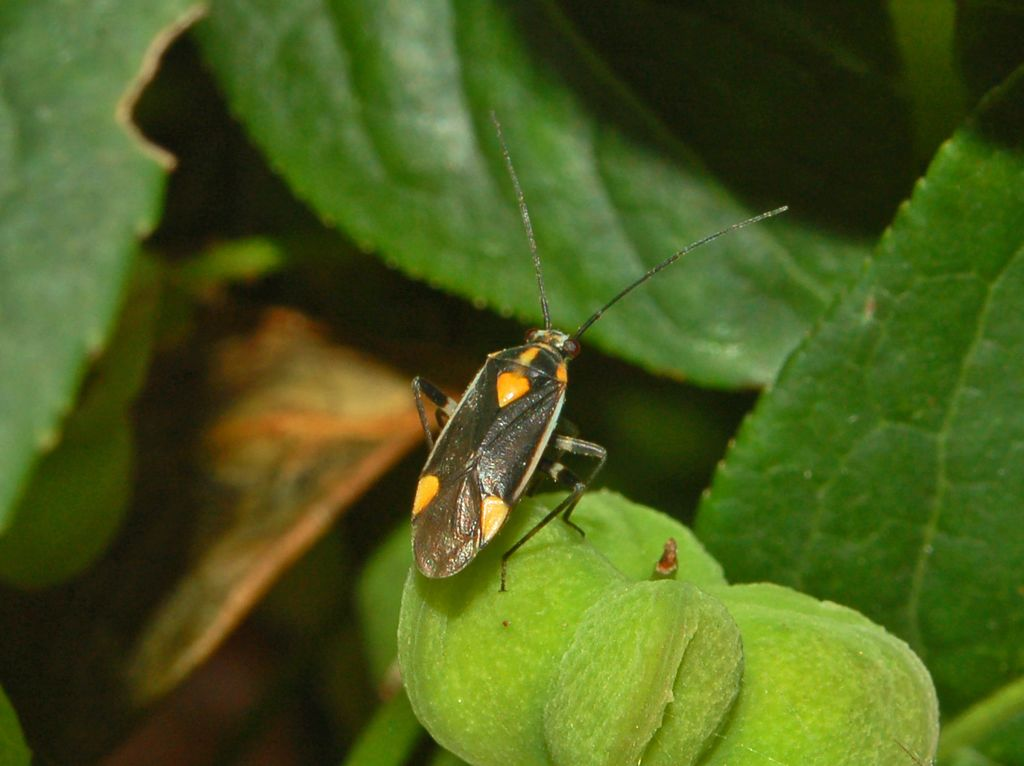
Capsodes flavomarginatus avec ses deux cunei orangés bien visibles au bout des ailes.

Le cuneus (pluriel : cunei) est une pièce rigide, pointue, qui prolonge et termine la corie sur l'aile de certains Hétéroptères. Il est caractéristiques de certaines familles de punaises, comme les Miridae, chez qui il est souvent d'une couleur contrastant avec le reste de la corie.